# Lillsladan
Lillsladan är en sjö i Luleå kommun i Norrbotten och ingår i Vitåns huvudavrinningsområde. Sjön har en area på 0,266 kvadratkilometer och ligger 2 meter över havet. Sjön avvattnas av vattendraget Sladansån.

## Delavrinningsområde
Lillsladan ingår i det delavrinningsområde (732882-180126) som SMHI kallar för Mynnar i Vitåfjärden. Medelhöjden är 4 meter över havet och ytan är 4,96 kvadratkilometer. Räknas de 2 avrinningsområdena uppströms in blir den ackumulerade arean 24,7 kvadratkilometer. Sladansån som avvattnar avrinningsområdet har biflödesordning 2, vilket innebär att vattnet flödar genom totalt 2 vattendrag innan det når havet efter 11 kilometer. Avrinningsområdet består mestadels av öppen mark (24 procent), jordbruk (38 procent) och sankmarker (25 procent). Avrinningsområdet har 0,27 kvadratkilometer vattenytor vilket ger det en sjöprocent på 5,4 procent.